# Tondowulan
Tondowulan is een bestuurslaag in het regentschap Jombang van de provincie Oost-Java, Indonesië. Tondowulan telt 3351 inwoners (volkstelling 2010).